# Уильямс, Рассел
Рассел Уильямс (англ. Russell Williams) (род. 7 марта 1963 года) — полковник ВВС Канады и серийный убийца. Канадец английского происхождения. Дело Уильямса привлекло большое внимание СМИ из-за того, что он был образцовым офицером и имел доступ к высокопоставленным лицам — королеве Великобритании Елизавете II, премьер-министру и генерал-губернатору Канады, управляя самолётами, в которых находились эти лица согласно своим служебным обязанностям. Приговорён к двум пожизненным заключениям, что по законам этой страны на практике означает возможность с некоторой вероятностью выйти на свободу через 25 лет. Во время военной службы Уильямс был награждён медалями, которых, как и своего чина, был лишён после ареста. Серия убийств, в совершении которой бывший полковник был признан виновным, имела место в 2009—2010 годах. Точное количество жертв не установлено. Убийства отличались особой жестокостью. Также Уильямс совершал иные преступления — проникновения в жилище, кражи женского нижнего белья и изнасилования.

## В культуре
- Телефильм An Officer and a Murderer с Гэри Коулом в главной роли, 2012 год[4]
- Эпизод канадской программы The Fifth Estate «Russell Williams — Above Suspicion» (24 сентября 2010). В США уже в 2015 году был показан частично.